# バルト海諸国理事会
バルト海諸国理事会（バルトかいしょこくりじかい、Council of the Baltic Sea States）は、北ヨーロッパ・バルト海の周辺に位置する諸国が加盟し、環境、経済発展、エネルギー、教育と文化、及び地域の安全保障と人間事象（human dimension）について協議し協力するための政治的な国際組織である。

## 参加国

### 加盟国、機関
10の国家と1の国際機関、計11。
- デンマーク
- エストニア
- フィンランド
- ドイツ
- アイスランド
- ラトビア
- リトアニア
- ノルウェー
- ポーランド
- スウェーデン
- 欧州連合

### オブザーバー参加国
- ベラルーシ
- フランス
- イタリア
- オランダ
- ルーマニア
- スロバキア
- スペイン
- ウクライナ
- イギリス
- アメリカ合衆国

### 脱退
- ロシア（2022年3月に活動停止、同年5月に脱退）[1][2]